# Teodorico VII di Kleve
Teodorico VII in tedesco Dietrich VII./IX. (Kleve) (1291 circa – Horstmar, 7 luglio 1347) fu conte di Kleve dal 1311 fino alla sua morte.

## Origine
Teodorico, secondo gli Annales Cliviae, Juliae, Montium, Marcae Westphalicae, Ravensbergae, era figlio del conte di Kleve Teodorico VI, e della seconda moglie, Margherita d'Asburgo, che era una parente dei re dei Romani Rodolfo I d'Asburgo e Alberto I d'Asburgo, come ci viene confermato anche dal documento n° 594 del Urkundenbuch für die Geschichte des Niederrheins, Volume 2, datato 1291, figlia del conte di Kiburg (Margareten van Kiburch), come ci viene confermato anche dal documento n°1011 del Urkundenbuch für die Geschichte des Niederrheins, Volume 2, datato 1298.
Teodorico VI di Kleve, secondo gli Annales Cliviae, Juliae, Montium, Marcae Westphalicae, Ravensbergae, era figlio del conte di Kleve Teodorico V, e della moglie, Alida di Heinsberg, che, sempre secondo gli Annales Cliviae, Juliae, Montium, Marcae Westphalicae, Ravensbergae, era figlia di Enrico I, signore di Heinsberg e della moglie, di cui non si conoscono né il nome né gli ascendenti.

## Biografia
Di Teodorico si hanno poche notizie, ma è documentato come conte di Kleve, tra il 1311 e il 1343.
Suo padre, Teodorico VI, morì il 4 ottobre 1305 e fu sepolto nella chiesa del monastero di Bedburg.

A Teodorico VI succedette il suo fratellastro, Ottone, figlio di primo letto, come ci viene confermato dal documento n°96 dell'Urkundenbuch für die Geschichte des Niederrheins, Volume 3, in cui il vescovo di Münster, Ludovico d'Assia lo cita con il titolo di conte di Kleve.
Teodorico, il fratello, Giovanni con la loro madre, Margherita d'Asburgo, pressarono il loro fratellastro Ottone con parecchie richieste.
Il suo fratellastro, Ottone, morì nel 1311, secondo gli Annales Cliviae, Juliae, Montium, Marcae Westphalicae, Ravensbergae, a Horstmariae e fu tumulato nel monastero di Bedburg.

Dopo la morte di Ottone, la sua vedova, Matilde di Virneburg, cercò di fare valere i diritti della propria figlia, Ermengarda, fidanzandola con l'erede della Contea di Mark, Adolfo (Adolphi primogeniti dilecti filii nobili viri Engelberti comitis de Marka), che poi non sposò, come ci viene confermato dal documento n°225 dell'Urkundenbuch für die Geschichte des Niederrheins, Volume 3, in cui si specifica che il matrimonio non venne consumato, e che, Ermengarda sposò un altro (Giovanni di Arkel); cercando anche un'alleanza con le contee vicine, come ci viene confermato dal documento n°263 dell'Urkundenbuch für die Geschichte des Niederrheins, Volume 3.

A Ottone però succedette Teodorico, come Teodorico VII, come da documento n°99 del Urkundenbuch für die Geschichte des Niederrheins, Volume 3, datato 1311, che riuscì a fare fronte alla coalizione della vedova di Ottone, Matilde di Virneburg, il suo prozio, l'arcivescovo di Colonia Heinrich von Virneburg e il conte di Mark Engelberto II, il padre del fidanzato della nipote.
Uno dei primi atti di Teodorico VII fu la conferma dello stato di città a Wesel, concesso dal fratellastro, Ottone, come da documento n°103 del Urkundenbuch für die Geschichte des Niederrheins, Volume 3, datato 1311.
Nel 1312, secondo il documento n°137 del Gedenkwaardigheden uit de geschiedenis van Gelderland, Teodorico VII (filium nostrum Theodericum comitem Clevensem), assieme alla madre (Margareta antiquior comitissa Clevensis), protestò per un mancato pagamento, con il proprio suocero, il Conte di Gheldria e Conte di Zutphen Reginaldo I di Gheldria (dominus Reynaldus comes Gelrensis).
Nel 1318 raggiunse un accordo con il fratello minore Giovanni, cedendogli la terra di Linn e assicurandogli la successione nella contea di Kleve nel caso in cui lui, Teodorico, non avesse avuto discendenza.
Nel 1325 fu risolto il contenzioso riguardo alla dote della prima moglie, Margherita di Gheldria (Margareten greuinnen van Cleue), tra Teodorico (Dideric greue van Cleue) ed il cognato, Rinaldo (Reynolt des greuen zoene van Gelre), con l'intermediazione di Enrico di Fiandra, conte di Lodi(Henric van Vlanderen greue van Loeden), come da documento n°201 del Gedenkwaardigheden uit de geschiedenis van Gelderland.
Nel 1333 Teodorico progettò di dividere la contea, dopo la sua morte, tra le sue tre figlie, Margherita, Elisabetta e Maria (Margriete greuinne van der Marke, Elyzabeth vrouwe van Voerne, borchgreuinne van Zelant, ende Marie, sine dochteren), come ci viene confermato dal documento n°271 del Urkundenbuch für die Geschichte des Niederrheins, Volume 3, datato 1333, del cognato, il Conte di Gheldria e Conte di Zutphen Rinaldo II di Gheldria (Reynald greue van Ghelren ende van Sutphen).
Nel 1340, dopo il suo secondo matrimonio, Teodorico protestò con Waleramo di Jülich, Principe arcivescovo di Colonia (Walramus archiepiscopus Coloniensis), riguardo alla dote della sposa, Maria di Julich, sorella di Waleramo (dominam Mariam sororem suam), come da documento n°355 del Urkundenbuch für die Geschichte des Niederrheins, Volume 3 datato 1340.
Teodorico VII, assieme al fratello Giovanni (Dyederic greue van Cleue, Jan van Cleue), compare ancora citato nel documento n° 387 del Urkundenbuch für die Geschichte des Niederrheins, Volume 3, datato 1343, inerente alla divisione di una proprietà.
Teodorico VII morì nel 1347; fu sepolto nel coro della collegiata di Kleve. A Teodorico succedette il fratello Giovanni.

## Matrimoni e discendenza
Secondo gli Annales Cliviae, Juliae, Montium, Marcae Westphalicae, Ravensbergae Teodorico aveva sposato Margherita di Gheldria (circa 1290; † 1331).
Teodorico dalla moglie Margherita di Gheldria ebbe tre figlie:
- Margherita († dopo il 1348), che aveva sposato il conte di Mark, Adolfo II[14];
- Elisabetta (1307 - 1382) sposata prima con Gerardo di Voorne[14] e poi con Ottone II di Hesse[20];
- Maria († dopo il 1333)[14].

Dopo essere rimasto vedovo, nel 1340 Teodorico sposò Maria di Jülich, come da documento n°355 del Urkundenbuch für die Geschichte des Niederrheins, Volume 3, che conferma il matrimonio di Teodorico e Maria; che in prime nozze era stata sposata con Enrico II di Virneberg; per il matrimonio di Teodorico con Maria, furono necessarie due dispense papali:
- la prima rilasciata dal papa Benedetto XII, nel 1341, documento n°2381 del Urkunden und Regesten zur Geschichte der Rheinlande aus dem Vatikanischen Archiv, volume 2[22];
- la seconda rilasciata dal papa Clemente VI, nel 1342, documento n°8 del Urkunden und Regesten zur Geschichte der Rheinlande aus dem Vatikanischen Archiv, volume 3[23].

Dopo la morte di Teodorico, Maria si sposò, in terze nozze, con Corrado II di Saffenberg; anche per questo matrimonio fu necessaria una dispensa papale, rilasciata dal papa Clemente VI, nel 1350, documento n°829 del Urkunden und Regesten zur Geschichte der Rheinlande aus dem Vatikanischen Archiv, volume 3. Teodorico dalla moglie, Maria, non ebbe discendenza

### Letteratura storiografica
- (DE)  Biografia di Teodorico dal Portal Rheinische Geschichte.